# Reparti mobili della Polizia di Stato
I Reparti Mobili della Polizia di Stato (spesso erroneamente definiti, in quanto identificati, con i Reparti Celeri) sono reparti della Polizia di Stato italiana utilizzati come risorsa di pronto impiego per la tutela dell'ordine pubblico e per l'intervento nelle zone colpite da calamità naturali.

## Storia

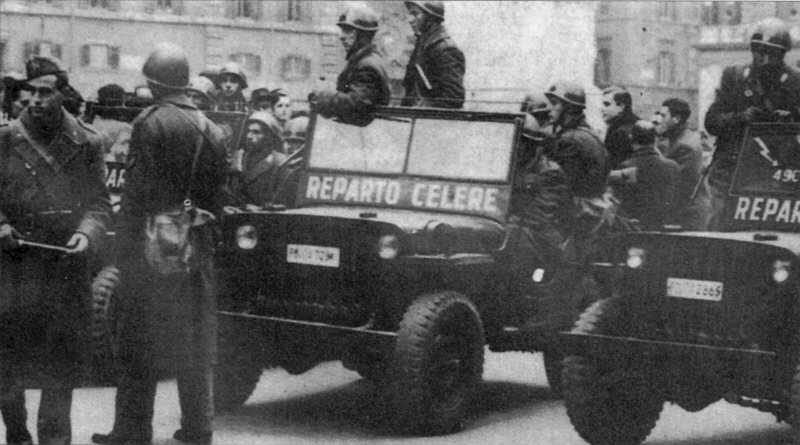
1949: Jeep e poliziotti del reparto Celere

Un’autoblinda T17 Staghound, in dotazione al II Reparto mobile

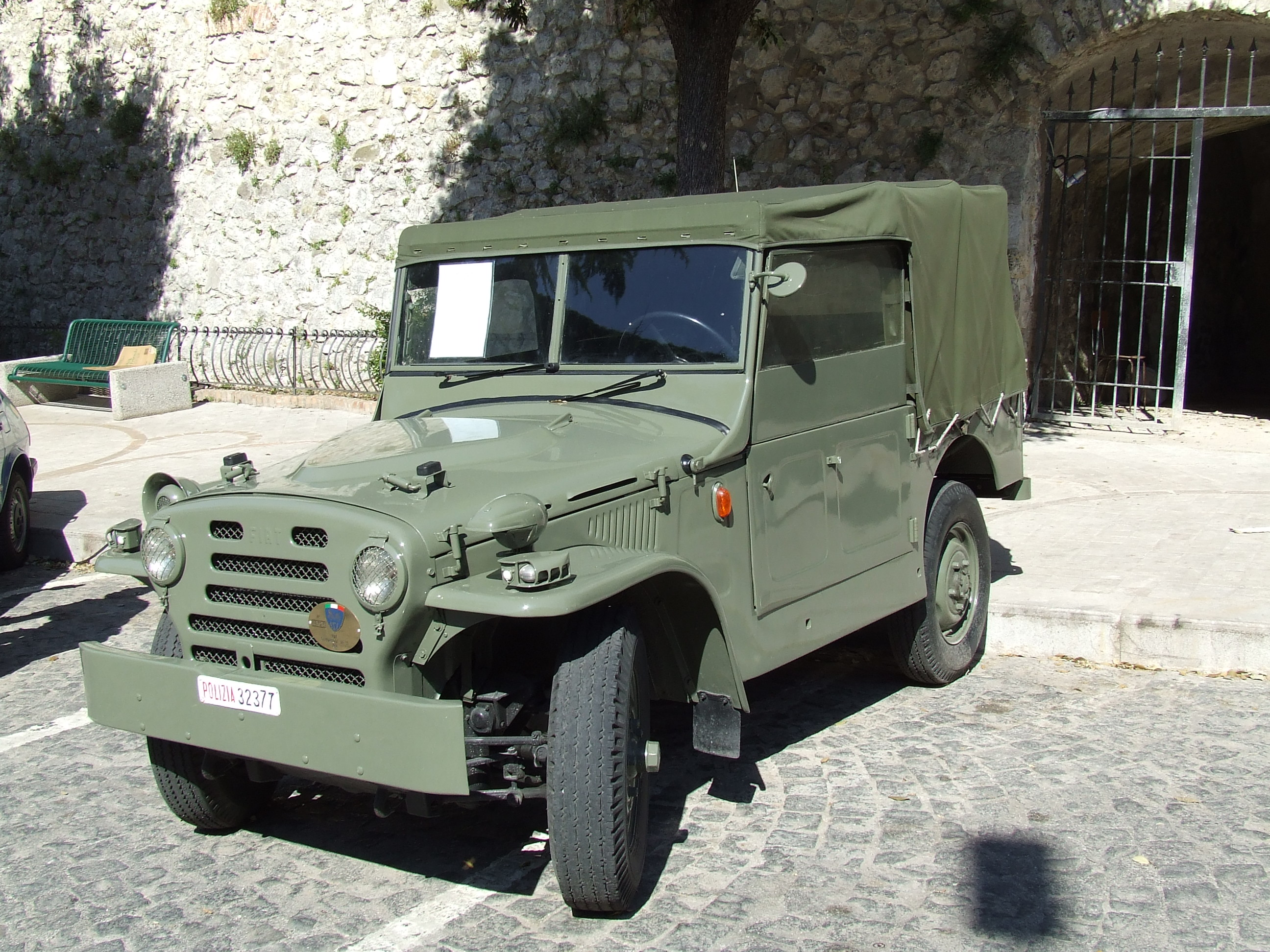
Una Fiat Campagnola, veicolo che sostituì le americane jeep; oltre all'ovvio impiego extraurbano, fu ordinanza della Celere e di molti altri reparti

I Reparti Mobili sono gli eredi dei Reparti Celeri, istituiti dal ministro Giuseppe Romita nel 1946 a ridosso del referendum per la scelta fra monarchia e repubblica. Con la riforma e la c.d. "smilitarizzazione" avvenuta ad opera della legge 1º aprile 1981 n. 121, la loro regolamentazione venne disciplinata dal decreto del Ministro dell'Interno dell'11 febbraio 1986 ("Regolamento dei Reparti Mobili della Polizia di Stato") tuttora in vigore, con il quale i reparti sono stati riorganizzati.

### 1948-1960: Reparti Mobili e Reparti Celere
Tra il 1948 e il 1960 erano presenti 20 Reparti Mobili e tre Reparti Celeri.
All'interno di questi reparti erano presenti dei battaglioni di soccorso pubblico in caso di calamità naturali. Una simile organizzazione fu studiata anche dalle polizie di stati stranieri.
- I Reparto Mobile: Torino;
- II Reparto Mobile: Busto Arsizio;
- III Reparto Mobile: Piacenza;
- IV Reparto Mobile: Genova;
- V Reparto Mobile: Vicenza;
- VI Reparto Mobile: Bologna;
- VII Reparto Mobile: Senigallia;
- VIII Reparto Mobile: Firenze;
- IX Reparto Mobile: Napoli;
- X Reparto Mobile: Foggia;
- XI Reparto Mobile: Bari:
- XII Reparto Mobile: Catania;
- XIII Reparto Mobile: Palermo;
- XIV Reparto Mobile: Alessandria;
- XV Reparto Mobile: Peschiera del Garda;
- XVI Reparto Mobile: Parma;
- XVII Reparto Mobile: Foggia;
- XVIII Reparto Mobile: Vibo Valentia;
- XIX Reparto Mobile: Novara;
- XX Reparto Mobile: Cesena;

I Reparti Celeri avevano la stessa organizzazione dei Reparti Mobili, ma se ne distinguevano per la prevalenza di personale appiedato e una maggiore mobilità in quanto dotati quasi esclusivamente di mezzi per il trasporto degli operatori sui luoghi di intervento. Nel 1947 erano in forza tre Reparti Celeri:
- I Reparto Celere: Roma;
- II Reparto Celere: Padova;
- III Reparto Celere: Milano.

Dagli anni '50 l'impiego dei Reparti Mobili fu teso ad evitare lo scontro fisico con i manifestanti, malgrado i reparti fossero dotati di mezzi specializzati antisommossa, come idranti e autoblindo.
Nell'estate del 1953 i Reparti Mobili vennero schierati al confine con la Jugoslavia al culmine della crisi politica su Trieste; l'anno successivo un distaccamento del 2º Reparto Celere (situato a Padova) fu il primo reparto militare italiano ad entrare nella città.
Con una nota del 18 luglio 2012, il Ministero dell'Interno ha deciso di formulare una bozza di decreto ministeriale concernente l'organizzazione e le dotazioni di personale dei Reparti Mobili, nella quale, fra l'altro, all'articolo 1 è prevista l'abrogazione del decreto del Ministero dell'Interno dell'11 febbraio 1986. La bozza prevede anche un aumento del personale in organico (da 4.700 a 6.000 unità) e una rimodulazione del numero di nuclei presenti nelle 15 sedi dei reparti attualmente in funzione a livello nazionale. Dopo gli scontri di piazza avvenuti nel novembre del 2012, l'operato dei Reparti Mobili è stato nuovamente messo sotto accusa per presunte violenze inflitte su manifestanti inermi, tanto da riportare alle cronache la questione riguardante l'identificazione degli agenti impegnati nell'ordine pubblico.
I Reparti Mobili hanno prestato la loro opera anche in alcuni degli eventi più drammatici della storia recente del paese, come l'alluvione di Firenze del 1966, la frana che in Campania travolse i paesi di Sarno, Siano, Quindici e Bracigliano nel 1998 e durante il terremoto a L'Aquila del 2009. In tutti questi casi sono stati impiegati per il soccorso e nell'importante opera di antisciacallaggio per impedire ulteriori danni alle persone coinvolte nei tragici eventi.

## Inquadramento e struttura
I Reparti Mobili dipendono dal Dipartimento della pubblica sicurezza e in particolare dalla Direzione centrale per la polizia stradale, ferroviaria, delle comunicazioni e per i reparti speciali della Polizia di Stato, servizio per i reparti speciali, Prima divisione.
Ciascun Reparto Mobile è suddiviso in nuclei e squadre, e può operare sull'intero territorio nazionale, senza alcuna limitazione. I Reparti Mobili sono attualmente 15 e vi prestano servizio circa 4.633 operatori, di previsto incremento a 6.000. Ogni nucleo è costituito da 10 squadre, ciascuna composta da 10 operatori. I Reparti sono così disposti sul territorio nazionale:
- I Reparto Mobile di Roma (7 nuclei)
- II Reparto Mobile di Padova (4 nuclei)
- III Reparto Mobile di Milano (5 nuclei)
- IV Reparto Mobile di Napoli (5 nuclei)
- V Reparto Mobile di Torino (5 nuclei)
- VI Reparto Mobile di Genova (4 nuclei)
- VII Reparto Mobile di Bologna (3 nuclei)
- VIII Reparto Mobile di Firenze (4 nuclei)
- IX Reparto Mobile di Bari (2 nuclei)
- X Reparto Mobile di Catania (3 nuclei)
- XI Reparto Mobile di Palermo (3 nuclei)
- XII Reparto Mobile di Reggio Calabria (3 nuclei)
- XIII Reparto Mobile di Cagliari (2 nuclei)
- XIV Reparto Mobile di Senigallia (2 nuclei)
- XV Reparto Mobile di Taranto (2 nuclei)

## Organizzazione
Il Reparto Mobile è articolato in:
- Direzione
- Ufficio amministrazione
- Nucleo amministrazione
- Nucleo operativo
- Nucleo antisabotaggio (presso il XII reparto mobile di Reggio Calabria)

La direzione è affidata di norma ad un primo dirigente della Polizia di Stato che si avvale di un vice dirigente con funzioni vicarie.
Presso ogni Reparto Mobile un'aliquota del personale deve essere costituita da specialisti di difesa NBCR nonché, in passato, anche da un sufficiente numero di agenti trombettieri, oramai scomparsi dato che oggi la carica del reparto viene preceduta e accompagnata dal suono delle sirene.

## Uniforme del reparto
L'uniforme si compone in una giubba blu in tessuto aramidico con cerniera alle cui spalle compare la scritta POLIZIA in stoffa catarifrangente, pantaloni di colore grigio azzurro in tessuto aramidico, basco di colore blu con fregio (raffigurante l'aquila dorata) e gilet tattico nero nel quale è possibile stipare il munizionamento lacrimogeno e la radio. L'uniforme comprende altresì un maglioncino di colore azzurro a collo alto (sostituito nel periodo estivo da una maglietta a mezze maniche di colore blu con la scritta Polizia), cinturone in cordura di colore blu e fazzoletto di colore cremisi che avvolge il collo, stivaletti anfibi di pelle nera.
In caso di freddo o pioggia l'uniforme può essere completata indossando la termofodera interna della giubba, il giaccone blu in goretex con termofodera in pile. Il personale dei Reparti Mobili porta sull'uniforme, secondo le modalità previste dall'apposito regolamento, lo scudetto di specialità. In ogni caso è il questore, nell'ordinanza di servizio, ad indicare oltre alle disposizioni operative di carattere generale anche il tipo di uniforme, di equipaggiamento e di armamento delle forze impegnate.

## Equipaggiamento
Come equipaggiamento per l'ordine pubblico il personale è dotato di casco da ordine pubblico azzurro u-bott, sfollagente, parastinchi, corpetto protettivo, guanti rinforzati, fondina chiusa per Beretta 92, maschera antigas e scudo antisommossa. È inoltre dotato di lancia lacrimogeni GL 40/90, PM 12/S e SC 70/90.

## Identificazione
La legge italiana non prevede l'obbligatorietà di un metodo di identificazione univoca degli agenti.
La sentenza della Corte europea dei diritti Umani per i fatti della scuola Diaz e il caso Cestaro ha raccomandato all'Italia di adottare un numero di matricola distintivo da cucirsi nelle divise, una soluzione già adottata da altri Stati membri per conciliare il diritto alla privacy degli operatori di giustizia con l'effettività della tutela giurisdizionale delle eventuali vittime di abusi, torture e violazioni dei diritti umani. Più in generale, le forze non sono sottoposte ad alcun obbligo di identificarsi davanti a chi abbia un interesse qualificato a conoscere la loro identità.

## Mezzi in dotazione
I reparti sono dotati in particolare di furgonati e fuoristrada blindati oltre alle normali vetture di pattuglia come:
- Land Rover Discovery blindati e grigliati;
- Fiat Ducato 4X4 I serie e II serie, grigliati;
- Iveco 55-13 blindati e grigliati;
- Iveco VM 90 blindati e grigliati;
- Iveco Daily IV serie, grigliati;
- Rayton Fissore Magnum 4X4;
- Iveco Eurocargo ML100E21 4X4 Mammouth, allestimento Sperotto;
- Iveco ML 130 grigliati, in dotazione ai reparti di Roma, Padova, Milano, Napoli, Torino, Genova.

Inoltre i reparti hanno in dotazione mezzi speciali per l'ordine pubblico come l'autoblindo FIAT 6614 anfibio corazzato (VTC) e camion Iveco per il trasporto e per l'utilizzo di idranti contro la folla (Fiat 643N, Fiat 684N, IVECO 190-26 4X4 Nuova Ma.Na.Ro., IVECO 190-30 4X4 Nuova Ma.Na.Ro., IVECO EuroTrakker 4X4 Nuova Ma.Na.Ro., IVECO EuroTrakker 6X6 Nuova Ma.Na.Ro.). Infine dispongono di ruspe (OM FR12) e imbarcazioni (Castoldi Jet Craft) nonché di ambulanze FIAT Ducato.

### Iveco Daily 50C18V/P
| Alimentazione             | gasolio                                     |
| Cilindrata (cm³)          | 2.998                                       |
| Potenza (kw/cv)           | 130/176                                     |
| Trazione                  | posteriore, con differenziale autobloccante |
| Cambio                    | manuale a 6 rapporti + retromarcia          |
| Numero porte              | 5 (posteriore a doppio battente)            |
| Numero posti              | 10                                          |
| Massa totale a terra (kg) | 5.600                                       |
| Dimensioni (mm)           | 7.012 lun. x 2.000 larg. x 3.025 alt.       |
| Passo (mm)                | 3.950                                       |

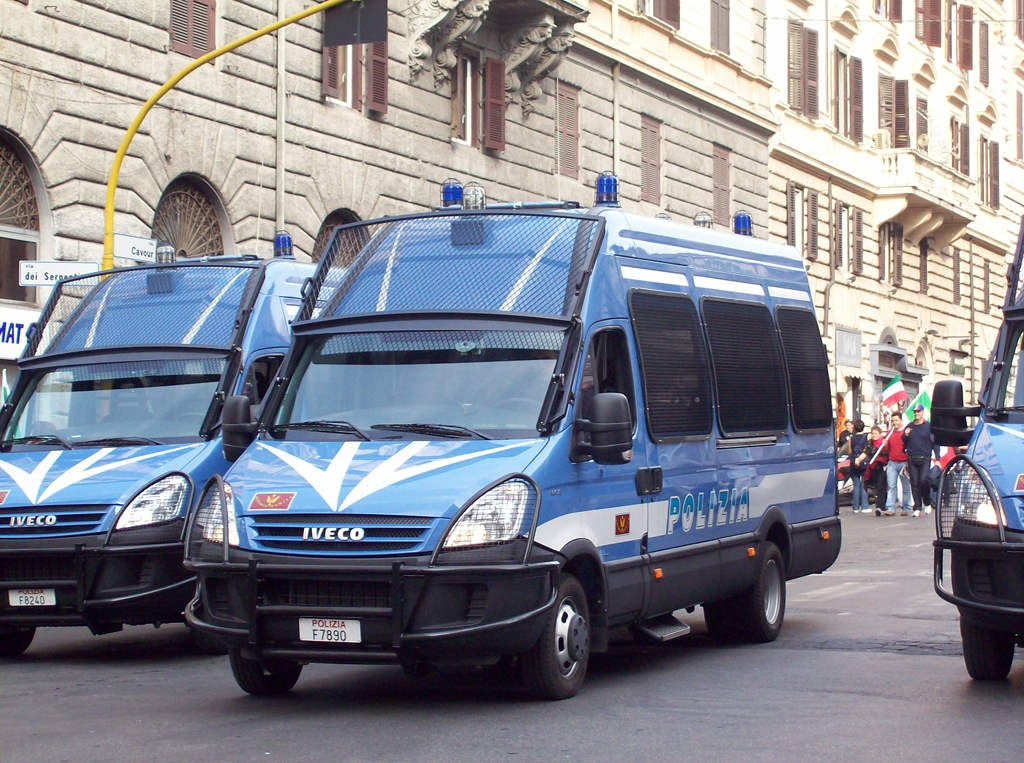
Vista anteriore
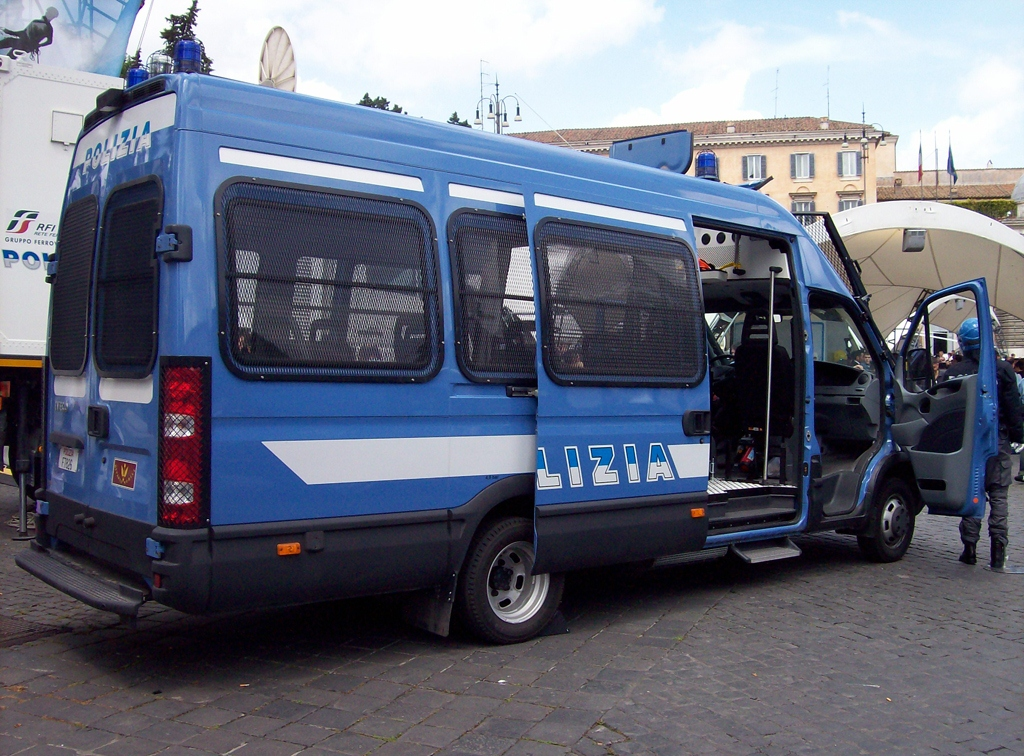
Vista posteriore
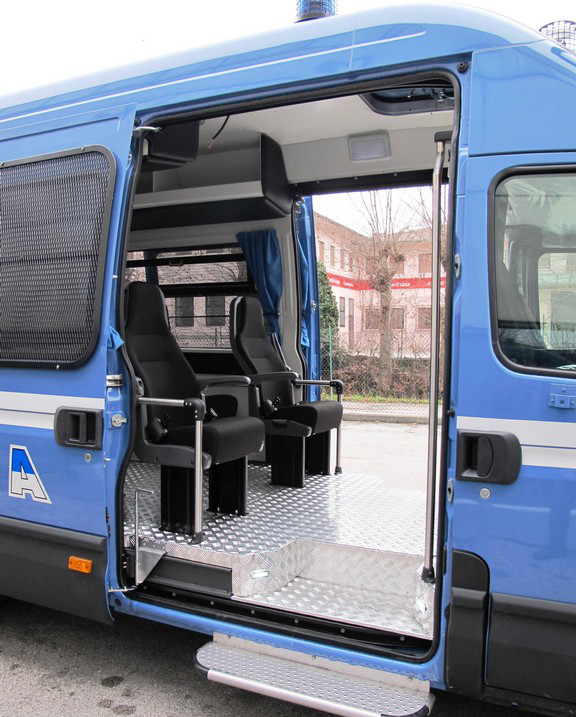
Interni

Il veicolo è destinato al trasporto di una squadra completa in assetto da ordine pubblico, composta da 10 elementi dotati di equipaggiamenti ed armamenti individuali e di squadra. Il parabrezza è protetto da una griglia metallica, ancorata al telaio attraverso un meccanismo a quadrilatero articolato, per garantire la corretta visibilità durante la marcia. Tutte le griglie di protezione delle parti trasparenti sono amovibili e il frontale risulta protetto da apposito bullbar. All'interno dei passaruota e nel vano motore sono collocate le bocchette dell'impianto estinzione incendi, azionate all'occorrenza da comandi posti nella cabina di guida. Il mezzo è dotato di impianto di condizionamento e di un piccolo frigorifero per i generi di conforto. La cappelliera sopra i sedili consente l'alloggiamento dei caschi e di altri materiali durante gli spostamenti. L'armadio collocato nel baule è destinato al trasporto del bagaglio personale in occasione delle trasferte fuori sede. Gli scudi di protezione vengono posizionati nello spazio che si frappone tra i sedili e la scocca del mezzo. La botola sul tetto, a due battenti, è accessibile attraverso una pedana a scomparsa; una seconda botola è collocata sul pavimento. Il veicolo è inoltre dotato di telecamera nella parte posteriore, che permette una maggiore visibilità in caso di retromarcia.

### Land Rover Discovery
| Telaio                    | a longheroni e traverse in acciaio scatolato   |
| Motore                    | turbodiesel ad iniezione diretta, 5 cilindri   |
| Alimentazione             | gasolio                                        |
| Cilindrata (cm³)          | 2.495                                          |
| Potenza (kw/cv)           | 101,5/138 a 4200 rpm                           |
| Coppia                    | 300 Nm a 1950 rpm                              |
| Cambio                    | manuale a 5 rapporti + retromarcia e riduttore |
| Impianto frenante         | freni a disco con ABS                          |
| Velocità massima          | 157 Km/h                                       |
| Accelerazione             | da 0 a 100 Km/h in 15,3 secondi                |
| Consumo                   | 9,3 l/100 km (combinato)                       |
| Massa totale a terra (kg) | 2.250                                          |

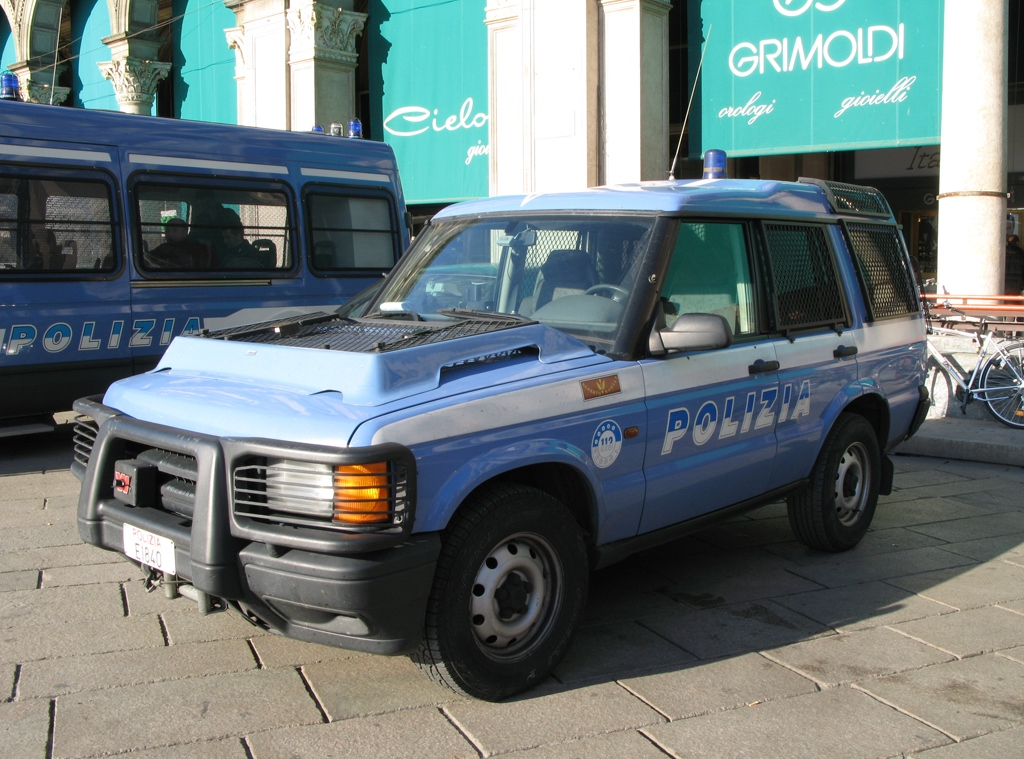
Discovery 2ª serie
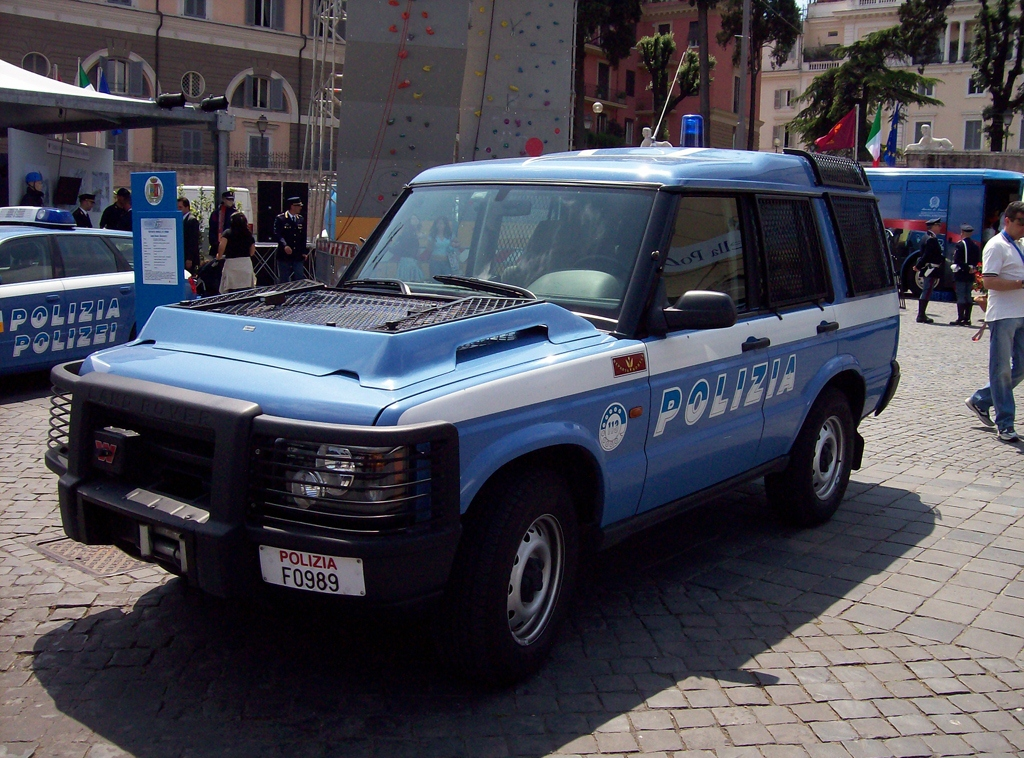
Discovery 2ª serie restyling
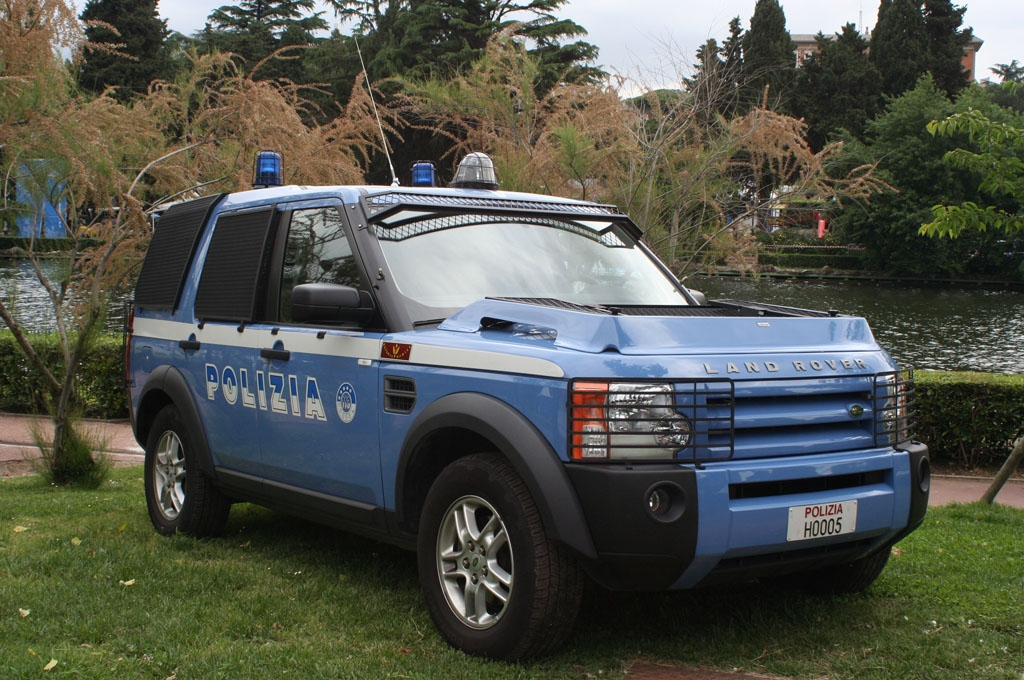
Discovery 3ª serie
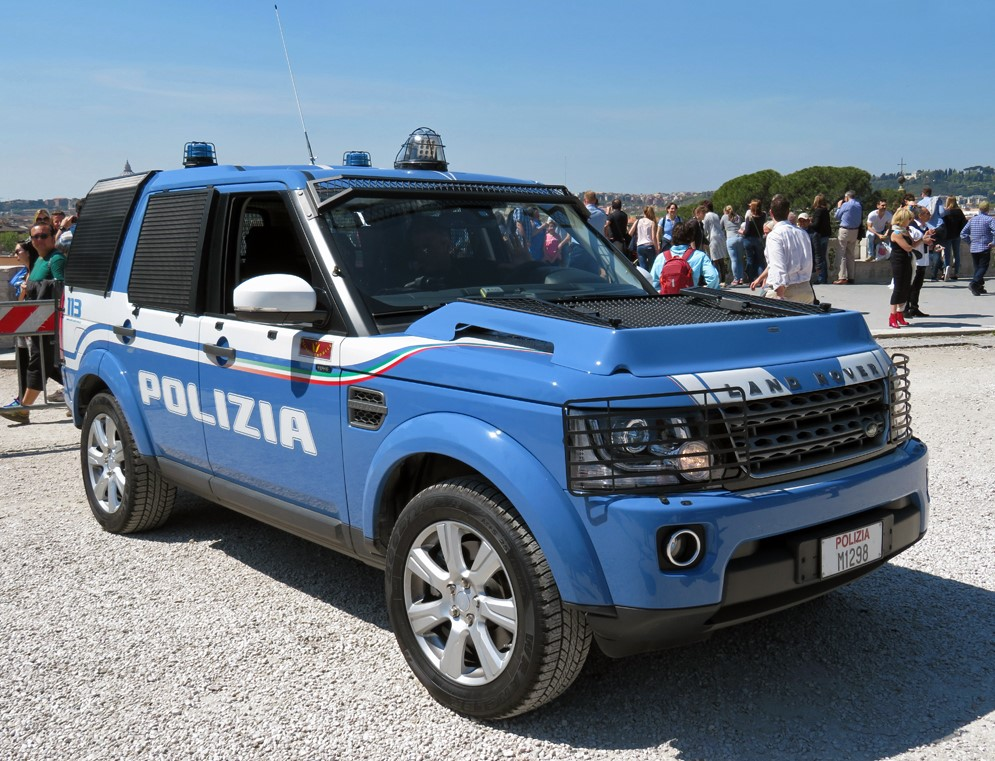
Discovery 4ª serie

La collaborazione fra la casa automobilistica inglese Land Rover e la Polizia di Stato inizia alla fine degli anni novanta con la consegna di alcune Land Rover Discovery 1ª serie e prosegue con le successive evoluzioni del modello, in particolare ai Reparti Mobili verranno assegnate a partire dai primi anni duemila.
Discovery 2
La prima versione utilizzata dal Reparto Mobile è dotata del robusto motore Td5 e viene allestita dalla carrozzeria Marazzi per le specifiche esigenze di ordine pubblico. Probabilmente la modifica che più salta all'occhio è la ''gobba'' sul cofano che in realtà ha la funzione di vano per riporre la grande griglia che salvaguarda il parabrezza nelle situazioni operative, griglie (amovibili) che coprono tutte le superfici vetrate, fanno poi parte dell'allestimento il bullbar offerto come accessorio da Land Rover, dotato però di griglie in acciaio a protezione dei fari anteriori (coperture che troviamo anche nella fanaleria posteriore) e modificato per alloggiare il verricello Warn, completa la dotazione il lampeggiante stroboscopico sul tetto.
La Polizia di Stato continua con l'acquisizione dei Discovery anche nella versione MY'03 dove troviamo le stesse caratteristiche, con in più il solo miglioramento del design estetico del veicolo, visto che si tratta di una versione post restyling.
Discovery 3
Dalla seconda metà degli anni duemila inizia a vestire la divisa anche la Discovery 3, motorizzata dal 2.7 TDV6 e sempre allestite dalla carrozzeria Marazzi. A differenza delle precedenti versioni, si perdono sia il bullbar che il verricello, in compenso troviamo però un faro brandeggiante e due lampeggianti stroboscopici con le opportune coperture in maglia d'acciaio, rimangono poi la "gobba porta-griglia" sul cofano e le ormai consuete protezioni per fari/fanali, parabrezza, cristalli laterali e lunotto.
Una particolare variante è stata acquisita in un numero ridotto di esemplari: si tratta di una versione blindata sempre realizzata dalla carrozzeria Marazzi. Queste vetture, sebbene inizialmente assegnate ai Reparti Mobili, sono state recentemente date in uso alle neonate Unità operative di pronto intervento.
Discovery 4
Dal 2016 sono in assegnazione le Discovery 4 dotate del nuovo 3.0 TDV6, l'allestimento è anche in questo caso ad opera della carrozzeria Marazzi ed è identico al precedente eccezion fatta per i lampeggianti e il faro di ricerca adesso dotati di tecnologia LED.
Discovery 5
A partire dal 2019 sono state consegnate 30 unità di Discovery 5. L'allestimento è curato da Elevox, dato che la carrozzeria Marazzi è fallita nel 2019.

### Jeep Grand Cherokee
A partire dalla seconda metà del 2020, i Reparti Mobili e i Battaglioni Mobili dell'Arma dei Carabinieri stanno ricevendo nuovi mezzi fuoristrada da OP su base Jeep Grand Cherokee, allestiti da Nuova Carrozzeria Torinese in collaborazione con FCA. L'allestimento è simile ai mezzi Range Rover, con l'aggiunta di un bullbar anteriore.

### Iveco Eurocargo ML100E21 4X4

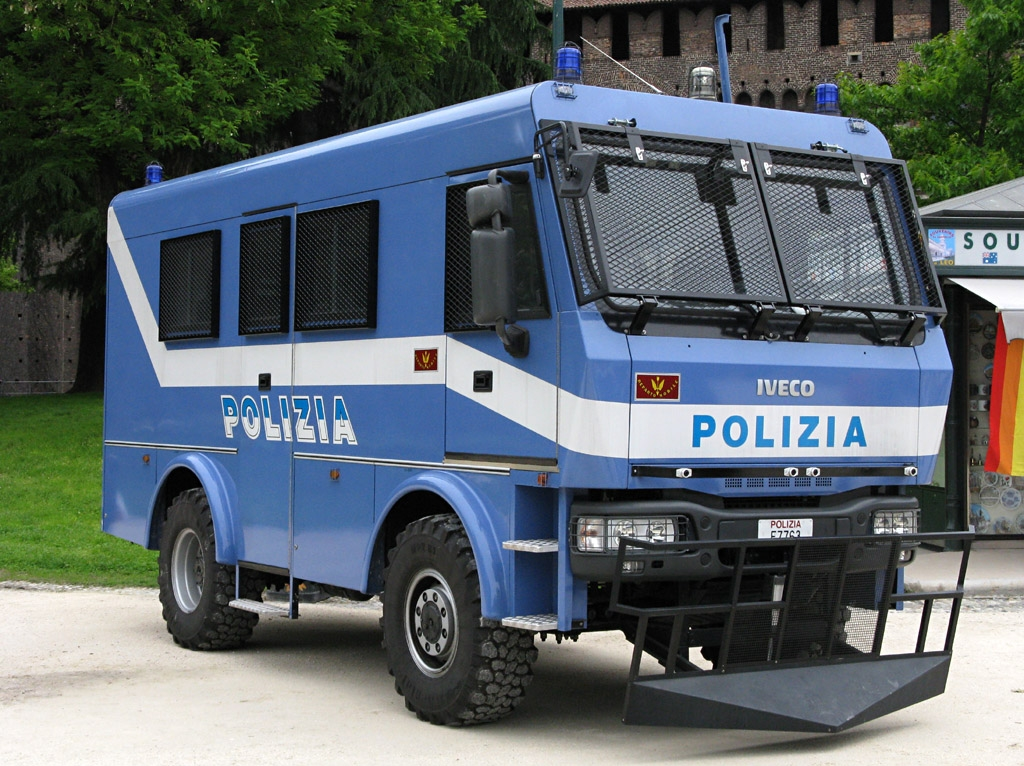
Eurocargo 2ª serie (vista anteriore)
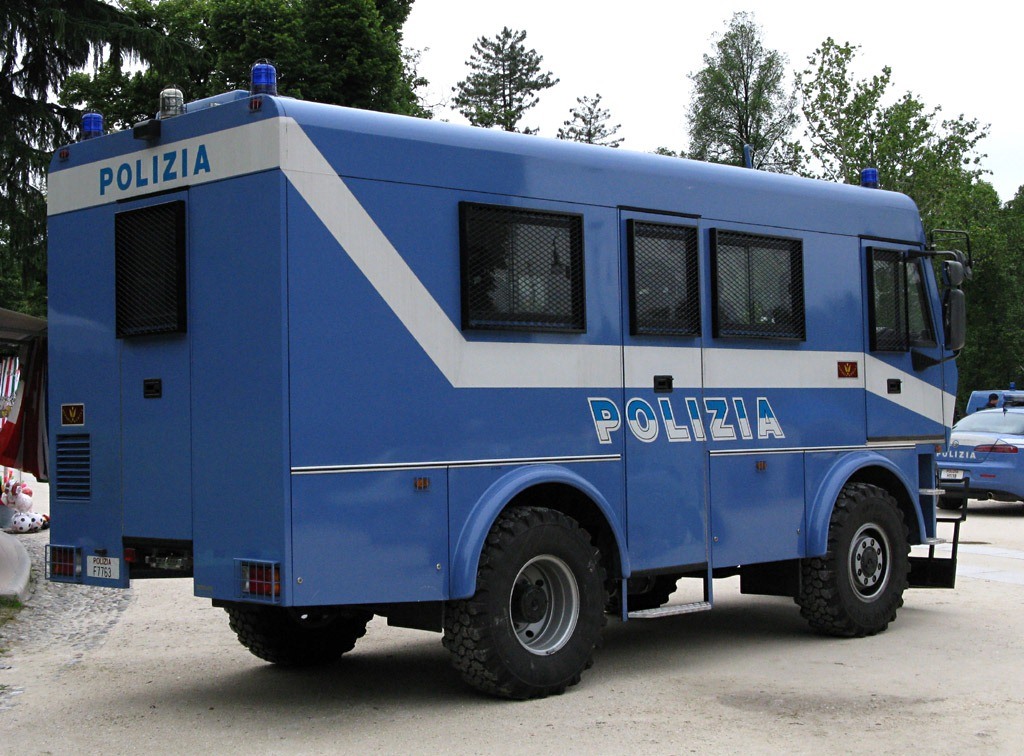
Eurocargo 2ª serie (vista posteriore)

La necessità di avere a disposizione un mezzo che fosse molto alto da terra e, al tempo stesso, in grado di sopportare anche le aggressioni da parte di facinorosi ha portato alla creazione di una nuova variante dell'Iveco Eurocargo. Questo veicolo, dotato di trazione integrale permanente nonché di pneumatici antiforatura e antiscoppio è il mezzo ideale a disposizione della Polizia di Stato per affrontare ogni situazione di ordine pubblico. Questo blindato, a differenza del Daily, possiede una speciale bullbar motorizzata di forma triangolare che gli permette di rimuovere blocchi stradali anche molto pesanti, cosa che invece danneggerebbe gravemente moltissimi altri mezzi in dotazione ai reparti mobili.